# Rynchyni
Rynchyni, Rynchini, Rynchinowie – plemię słowiańskie zamieszkujące tereny Macedonii, na wschód od Tessalonik nad Morzem Egejskim.

## Nazwa
Nazwa Ρυγχινοι (Rynchinōi), Ρηχίνοι (Rēchinoi) pochodzi prawdopodobnie od nazwy rzeki - Ρήχιος (Rēchios) - Strumy (obec. gr. Rendina). Pierwotne brzmienie nazwy słowiańskiej jest niepewne. Próbuje się ją rekonstruować jako: Rǫčeni (por. macedoński rъčej - potok, strumyk, polski - ruczaj) lub Rǫždane (bułgarski - rud - rudy, kędzierzawy, ładny; rúda lédína - niwa, polska - rędzina - gleba gliniana, wapienna, zwykle urodzajna).

## Historia
Według Miracula Sancti Demetrii na czele Rynchinów stał w VII wieku książę Prebąd. Po jego śmierci w Konstantynopolu Rynchini wraz z innymi plemionami oblegli w odwecie Sołuń. Według tego źródła trudnili się piractwem, pustosząc przybrzeżne tereny Bizancjum. Sąsiadowali z Sagudatami i Strumińcami. Spośród wielu prób lokalizacji Rynchinów ostały się hipotezy łączące ich siedziby z rzeką Rechios bądź ze znaną z XIII-XIV wiecznych źródeł miejscowością Rentina nad jeziorem Wolwi. Kronika z XVII wieku z atońskiego klasztoru Kastamoniton przynosi informację, że w VIII wieku lub na początku IX (za cesarzy ikonoklastów) został przez mnichów z góry Athos schrystianizowany, wraz z Sagudatami lud Ρηχίνοι (Rēchinoi) zwany Wlachorichinoi, koczujący na Półwyspie Chalcydyckim. Według badaczy mógł to być lud powstały ze zmieszania Rynchinów z Włachami. Wiarygodność tego przekazu bywa kwestionowana.